# 1527 en philosophie
Chronologie de la philosophie
- 1523
- 1524
- 1525
- 1526
- 1527
- 1528
- 1529
- 1530
- 1531

L’année 1527 a été marquée, en philosophie, par les événements suivants :

## Naissances
- Li Zhi (李贄), aussi appelé Zhuowu (卓吾), (1527-1602), est un philosophe, écrivain et historien chinois influent à la fin des Ming, principal représentant de l'école de Taizhou.

- 13 juillet : John Dee (décédé en 1608 ou 1609), célèbre mathématicien, astronome, astrologue, géographe et occultiste britannique. Il a consacré une grande partie de sa vie à l’étude de l’alchimie, de la divination et de l'hermétisme.